# Orthetrum monardi
Orthetrum monardi é uma espécie de libelinha da família Libellulidae. 
Pode ser encontrada nos seguintes países: Angola, Benin, Burkina Faso, Camarões, República Centro-Africana, República do Congo, Costa do Marfim, Etiópia, Gambia, Gana, Guiné, Guiné-Bissau, Quénia, Nigéria, Serra Leoa, Tanzânia, Uganda e Zâmbia.
Os seus habitats naturais são: pântanos subtropicais ou tropicais. 